# Loueur de meublé professionnel
Pour les articles homonymes, voir LMP.
Le loueur de meublé professionnel (LMP) est en France, un statut fiscal avantageux accordé aux particuliers ayant d'importants revenus provenant de locations de meublés.

## Conditions
Le statut de loueur de meublé professionnel (LMP) est défini par l'article 151 septies du code général des impôts.
Pour obtenir cette qualification, un LMP doit louer un logement meublé, doit percevoir plus de 23 000 euros de recettes annuelles et retirer de cette activité au moins la moitié des revenus. Ces conditions s'appliquent au sein du foyer fiscal,. Dans le cas contraire, le statut de loueur de meublé non professionnel (LMNP) s'applique.
Cette activité peut être réalisée en nom propre, en micro-entreprise (auto-entrepreneur) ou dans une société immatriculée au registre du commerce et des sociétés.
Les biens immobiliers qui entrent dans la définition de meublé sont le bien locatif meublé, la résidence de tourisme, la chambre d'hôtes, le gîte rural,[Information douteuse] la maison de retraite et la résidence services seniors.

## Avantages

### Déduction des déficits
Le statut de loueur en meublé professionnel permet de la déduction totale sur les revenus des déficits dus aux charges réelles (y compris : frais d'acquisition, d'ingénierie, intérêts d'emprunt)
Des amortissements peuvent s'appliquer sur les biens mobiliers et immobiliers.
Le terrain, souvent inclus dans le prix d'acquisition, ne s'amortit pas. Si ce montant n'est pas connu, il convient de lui attribuer une quote-part de 10 % à x% en fonction du prix du terrain dans la localité.

### Exonération des plus-values de cession
Exonération de plus-value au-delà de 5 ans (pour des recettes locatives inférieures à 90 000 € HT / an ou 250 000 € HT / an selon les cas).

## Statut et cotisations sociales
Le loueur en meublé professionnel est considéré sur le plan social comme un commerçant, il relève alors du régime du travailleur non salarié (TNS). Ceci implique un enregistrement à l'une des caisses de prestations sociales spécifiques (RSI par ex) et le versement de cotisations minimales.
Cumul avec une activité salariée : Ce statut est cumulable avec le statut de salarié ou de retraité sous certaines conditions[Lesquelles ?].

## Fiscalité

### Impôt sur le revenu
Le revenu locatif sous ce statut doit être déclaré dans les bénéfices industriels et commerciaux (BIC) ou micro-BIC pour la micro-entreprise ; ou à l'impôt sur les sociétés.

### Impôts locaux
Les locaux loués meublés sont soumis à la taxe foncière, à la cotisation foncière des entreprises (CFE) et à la cotisation sur la valeur ajoutée des entreprises (CVAE),.

### Taxe sur la valeur ajoutée
En l'absence de prestation de service, la location en meublé n'est pas soumise à la taxe sur la valeur ajoutée (TVA).
Récupération de la TVA (sous certaines conditions : si investissement en résidence offrant des services de type para-hôtelier tel que ménage, fourniture de linge, nettoyage des locaux, préparation de repas) ; voir aussi art 257 bis du CGI[Information douteuse]

## LMNP
La location meublée non professionnelle (LMNP) est souvent le statut fiscal utilisé par les investisseurs immobiliers avant de dépasser les seuils relatifs au montant des loyers perçus.
Le régime de location meublée professionnelle s'applique, au-delà de recettes locatives supérieures à 23 000€ et supérieures à la moitié des revenus du foyer fiscal.
Voici les similitudes et les différences entre ces régimes : 
- Fiscalité : Les deux statuts peuvent être soumis au régime micro-bic ou au régime réel.
- Amortissement : Les deux statuts permettent l'amortissement à condition d'opter pour le régime réel d'imposition
- Déficit : En LMNP, le déficit est déductible des revenus locatifs. En LMP, le déficit est déductible des revenus globaux.
- Plus-value immobilière : En LMNP, la plus-value immobilière est imposée selon le régime des particuliers (taux forfaitaire de 19%).  En LMP, la plus-value immobilière est imposée selon le régime de la flat tax (taux forfaitaire de 30%)
- Cotisations sociales : En LMNP, le dispositif n'est pas concerné par les cotisations sociales sur les loyers perçus. En LMP, des prélèvement sociaux sont opérés sur les loyers perçus (taux variant entre 20 et 43%).